# Alfred Friendly
Alfred Friendly (ur. 30 grudnia 1911, zm. 7 listopada 1983) – kapitan wojsk lądowych Stanów Zjednoczonych (US Army), oficer wywiadu wojskowego (US Army Intelligence), w czasie II wojny światowej służył w brytyjskim ośrodku kryptograficznym Bletchley Park, jako jeden członków wysłanej tam w 1944 ekipy amerykańskiej.

## Życiorys
Przed wstąpieniem do służby wojskowej był znanym reporterem gazety "Washington Post", po wojnie wrócił do tej pracy. Przez krótki czas ponownie w wojsku jako oficer prasowy afiliowany przy sztabie planu Marshalla, amerykańskiego projektu odbudowy gospodarki europejskiej. Następnie znowu podjął pracę w The Washington Post, tym razem jako zastępca redaktora naczelnego (później był redaktorem naczelnym).
Alfred Friendly potrafił utrzymać w karbach swą dziennikarską naturę i nie pisał ani słowa o własnych doświadczeniach w tajnym ośrodku Bletchley Park. Wszystko zmieniło się w 1974, kiedy ukazała się książka wydana przez kapitana Fredericka W. Winterbothama The Ultra Secret, która ujawniła rzeczywistą rolę tego ośrodka w latach II wojny światowej. Friendly dopiero wtedy zaczął publikować na łamach gazety "The Washington Post" wspomnienia ze swojej pracy w ośrodku Bletchley Park. W 1968 otrzymał nagrodę międzynarodowego dziennikarstwa za relacje wydarzeń tzw. wojny sześciodniowej (izraelsko-arabskiej) w 1967.